# 3209 Buchwald
A 3209 Buchwald (ideiglenes jelöléssel 1982 BL1) a Naprendszer kisbolygóövében található aszteroida. Edward L. G. Bowell fedezte fel 1982. január 24-én.